# 後鎮保安宮

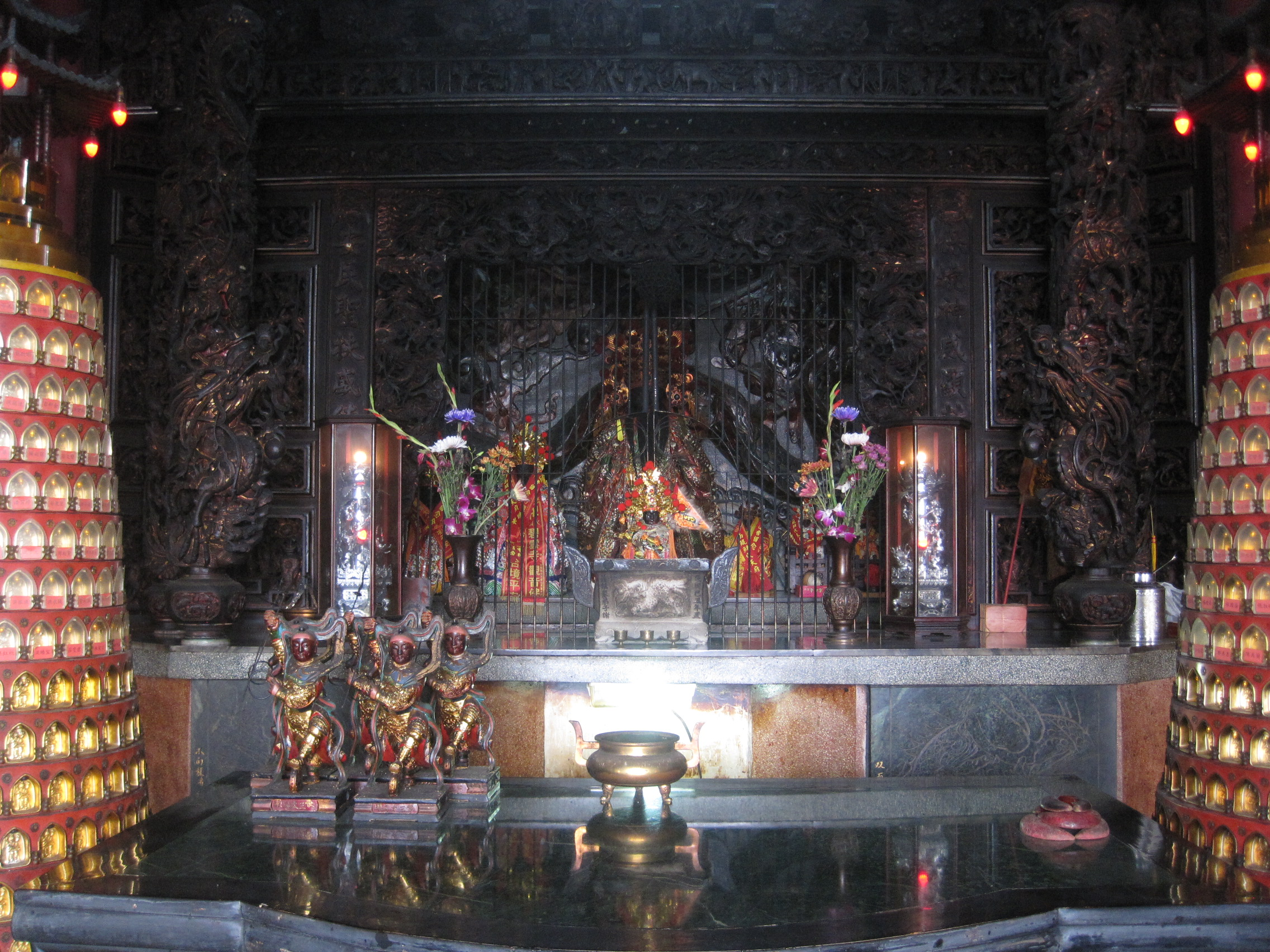
後鎮保安宮內部

後鎮保安宮又稱「護鎮保安宮」，位於臺灣臺南市新營區，主祀岳府元帥。該廟原稱「後鎮廟」，是後鎮的角頭廟。

## 沿革
後鎮保安宮前身「後鎮廟」位在今廟前面，據說創建於同治元年（1862年）。後來因年久失修，光緒八年（1822年）由林鹽水籌款重建，當時為一殿兩廂式的建築。
日治時期，後鎮廟曾被徵收做為警察派出所使用，神像則被信眾私藏。二次大戰後，於民國38年（1949年）重建，更名為保安宮。當時的建築是坐北朝南的木造公厝，並集中共祀供奉三個角頭的三尊神明（庄中中壇元帥、庄東觀音佛祖、庄西池府千歲）。民國69年（1980年）重建，一樓為社區活動中心，二樓才是新廟，於次年（1981年）入火安座。但在新廟落成後，因祭祀理念不合，庄西將池府千歲請回，另設「王爺壇」供奉。